# Зе Каштру
Жозе Едуарду Роша Вале Каштру (порт. José Eduardo Rosa Vale Castro, нар. 13 січня 1983, Коїмбра), відомий як Зе Каштру (порт. Zé Castro) — португальський футболіст, що грав на позиції центрального захисника за «Академіку» (Коїмбра), декілька іспанських клубних команд, а також національну збірну Португалії.

## Клубна кар'єра
Народився 13 січня 1983 року в Коїмбрі. Вихованець футбольної школи місцевої «Академіки». Дорослу футбольну кар'єру розпочав 2003 року в основній команді того ж клубу, в якій провів три сезони, швидко ставши одним з основних центральних захисників і взявши участь у 55 матчах чемпіонату.
Своєю впевненою граю зацікавав представників португальських футбольних грандів, однак зробив вибір на користь іспанського «Атлетіко» (Мадрид), до якого приєднався влітку 2006 року. Через травми основних захисників мадридців по ходу сезону 2006/07 регулярно виходив в основному складі нової команди, утім наступного року з'являвся на полі за «Атлетіко» лише епізодами.
Влітку 2008 року на правах оренди перейшов до «Депортіво» (Ла-Корунья), де провів вдалий сезон 2008/09, виходячи на поле у стартовому складі у більшості ігор через травму Пабло Амо, після чого клуб викупив його контракт за 2 мільйони євро. Протягом наступних двох сезонів нечасто з'являвся на полі в іграх «Депортіво», почавши отримувати більше ігрового часу лише у сезоні 2011/12, який команда із Ла-Коруньї проводила вже у Сегунді.
Після завершення сезону 2012/13, по ходу якого регулярно виходив на поле за «Депортіво» вже на рівні Ла-Ліги, залишив клуб і на правах вільного агента уклав однорічний контракт із «Райо Вальєкано». Згодом контракт із клубом було подовжено, і загалом досвідчений португалець провів у його складі чотири сезони.
У липні 2017 року залишив Іспанію, а за декілька місяців було оголошено про повернення гравця до рідної «Академіки», у складі якої він досить регулярно виходив не поле протягом наступних п'яти сезонів.

## Виступи за збірні
Протягом 2004–2006 років залучався до складу молодіжної збірної Португалії. На молодіжному рівні зіграв у 15 офіційних матчах, забив 1 гол. Був у складі команди учасником домашнього для португальців молодіжного Євро-2006, де вони не подолали груповий етап.
2009 року провів свою єдину офіційну гру у складі національної збірної Португалії.
| Дата      | Місто   | Господарі | Результат | Гості      | Турнір           | Голи | Примітки |
| --------- | ------- | --------- | --------- | ---------- | ---------------- | ---- | -------- |
| 10-6-2009 | Таллінн | Естонія   | 0 – 0     | Португалія | товариський матч | -    | 89'      |
| Усього    |         | Матчів    | 1         |            | Голів            | 0    |          |